# 韓國常駐聯合國代表列表
本列表为历任韓國常驻联合国代表。韓國与联合国的关系详见韓國與聯合國關係，兹不赘述。

## 历任韓國常驻联合国代表
| 任次   | 漢字名 | 韓語名 | 任期                         |
| ------ | ------ | ------ | ---------------------------- |
| 第1任  | 林炳稷 | 임병직 | 1951年11月－1960年9月        |
| 第2任  | 林昌英 | 임창영 | 1960年9月－1961年6月         |
| 第3任  | 李壽榮 | 이수영 | 1961年7月－1964年5月         |
| 第4任  | 金容植 | 김용식 | 1964年5月－1970年12月        |
| 第5任  | 韓豹頊 | 한표욱 | 1971年1月－1973年5月         |
| 第6任  | 朴東鎮 | 박동진 | 1973年5月－1975年12月        |
| 第7任  | 文德周 | 문덕주 | 1976年3月－1979年4月         |
| 第8任  | 尹石玄 | 윤석현 | 1979年4月－1981年12月        |
| 第9任  | 金瓊元 | 김경원 | 1981年12月－1985年10月       |
| 第10任 | 崔侊洙 | 최광수 | 1985年10月－1986年8月        |
| 第11任 | 朴槿   | 박근   | 1986年8月－1988年3月         |
| 第12任 | 朴雙龍 | 박쌍용 | 1988年3月－1990年4月         |
| 第13任 | 玄鴻柱 | 현홍주 | 1990年4月－1991年12月        |
| 第14任 | 盧昌熹 | 노창희 | 1991年2月－1992年2月         |
| 第15任 | 柳宗夏 | 유종하 | 1992年2月－1994年12月        |
| 第16任 | 朴銖吉 | 박수길 | 1995年1月－1998年4月         |
| 第17任 | 李時榮 | 이시영 | 1998年4月－2000年2月         |
| 第18任 | 宣晙英 | 선준영 | 2000年3月－2003年6月         |
| 第19任 | 金三勳 | 김삼훈 | 2003年6月－2006年5月         |
| 第20任 | 崔英鎮 | 최영진 | 2006年5月－2007年7月         |
| 第21任 | 金鉉宗 | 김현종 | 2007年7月－2008年5月         |
| 第22任 | 朴仁國 | 박인국 | 2008年5月－2011年5月         |
| 第23任 | 金淑   | 김숙   | 2011年5月－2013年9月         |
| 第24任 | 吳俊   | 오준   | 2013年9月20日－2016年12月5日 |
| 第25任 | 趙兌烈 | 조태열 | 2016年12月6日－2019年        |
| 第26任 | 趙顯   |        | 2019年-2022年                |
|        | 黄浚局 |        | 2022年－                     |

## 外部連結
- 주 유엔 대한민국 대표부 대사관 공관소개 공관 약사 입니다. （页面存档备份，存于）